# Luta de braço

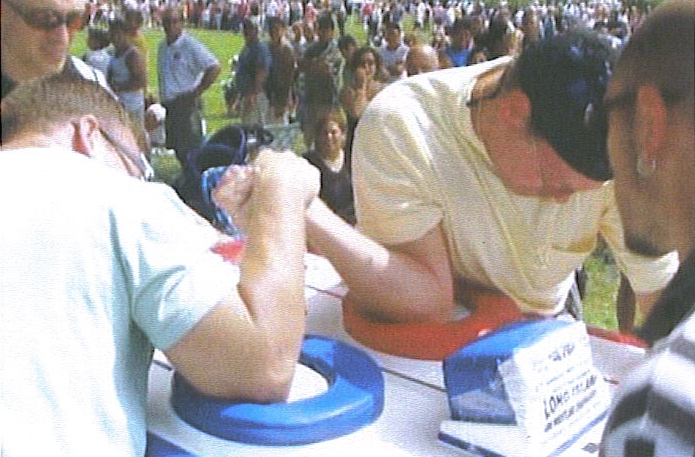
Luta de braço

A luta de braço (também conhecida como quebra de braço, braço de ferro ou queda de braço) é uma atividade esportiva em que dois contendores, com um dos cotovelos apoiados sobre superfície horizontal, enlaçam as mãos ou os punhos, e cada um, aplicando força muscular, tenta fazer o adversário desdobrar o braço.
A origem da luta de braço é imemorial, pois desde as mais antigas civilizações há registros desta prática em gravuras, pinturas, estátuas etc.
A partir da década de 1950 a luta de braço começou a se popularizar no Brasil. Em 1977 a luta de braço se oficializou no Brasil e em 1994 foi fundada a Confederação Brasileira de Luta de Braço (CBLB).
Existem várias entidades e federações reguladoras da luta de braço em todo o mundo, sendo a principal a World Arm Wrestling Federation. Os atletas competem divididos por categorias de idade, sexo e peso, conforme a massa corporal. Também competem portadores de deficiência física.
Os competidores deverão apoiar os cotovelos numa mesa padronizada, com o braço desnudo. Compete-se com o braço direito ou o esquerdo. Os polegares devem ficar unidos e entrelaçados e a mão livre segurar um pino lateral. Braços e pulsos devem estar inicialmente alinhados e deve haver árbitros para o alinhamento dos punhos, que indicará o início da partida e avaliando para que não haja faltas, não havendo limite de tempo para cada luta.